# Église de la Trinité de Nikitniki
L'église de la Trinité de Nikitinki (en russe : Церковь Святой Живоначальной Троицы в Никитниках) est un modèle du style ouzorotché du milieu du XVIIe siècle, construite par un marchand de Iaroslavl à Kitaï-gorod). Cet édifice religieux représente une étape importante dans l'histoire de l'architecture russe et a servi de modèle à de nombreuses églises, notamment à Moscou dans la seconde moitié du XVIIe siècle.

## Histoire
Au XVIe siècle existait, à l'emplacement de l'église actuelle, une église en bois dédiée au saint martyr Nikita le Goth. En 1620, elle est détruite dans un incendie. Sur commande d'un riche marchand du commerce international originaire de Iaroslavl, installé à Moscou depuis 1922, du nom de Grigori Leontievitch Nikitnikov, une nouvelle église est construite dans sa propriété de Kitaï-gorod,. Des débats animés ont eu lieu entre historiens pour savoir quelle date précise devait être reprise comme date d'achèvement : 1631-1634 ou 1653. Cette église va demeurer pour longtemps un modèle pour les architectes russes aussi bien à Moscou que dans la Russie centrale.
Une chapelle adjacente située au sud de l'église est dédiée à Nikita le Goth, et l'icône de ce saint martyr qui provenait de l'église primitive incendiée y a été transférée. Elle abrite les sépultures de la famille Nikitnikov et celle de son fondateur.
Le sanctuaire principal de l'église est, depuis 1654, l'icône géorgienne de la Mère de Dieu (ru), dont l'origine remonte à la délivrance de la capitale russe d'une épidémie de peste. L'église était ainsi couramment appelée dans le passé église de Notre-Dame de Géorgie. Un autel latéral est d'ailleurs dédié à Notre-Dame de Géorgie. Ce nom a été modifié en 1926 pour devenir le nom actuel.
Les tsars russes ont témoigné leur attachement à l'église de Nikitniki en diverses circonstances. Alexis Ier lui a fait don de deux lustres en laiton. L'un des deux est suspendu à la voûte principale. L'autre , plus petit, se trouve dans la chapelle des Nikitniki. En avril 1900, Nicolas II et son épouse se sont rendus à l'église et ont demandé personnellement à lui apporter des modifications.
En 1920, durant l'époque soviétique, l'église est fermée au culte et, en 1934, son administration est transférée au Musée historique d'État de Moscou. De 1923 à 1941, le musée Simon Ouchakov a été installé dans l'église et, en 1963, le musée de peinture ancienne. Après la seconde guerre mondiale, le quartier est envahi par les constructions de bureaux modernes qui ont défiguré l'environnement immédiat de l'église. En 1991, l'église est rendue aux fidèles orthodoxes et des services religieux sont célébrés dans le podklet de l'église. Les musées qui étaient installés sont fermés.

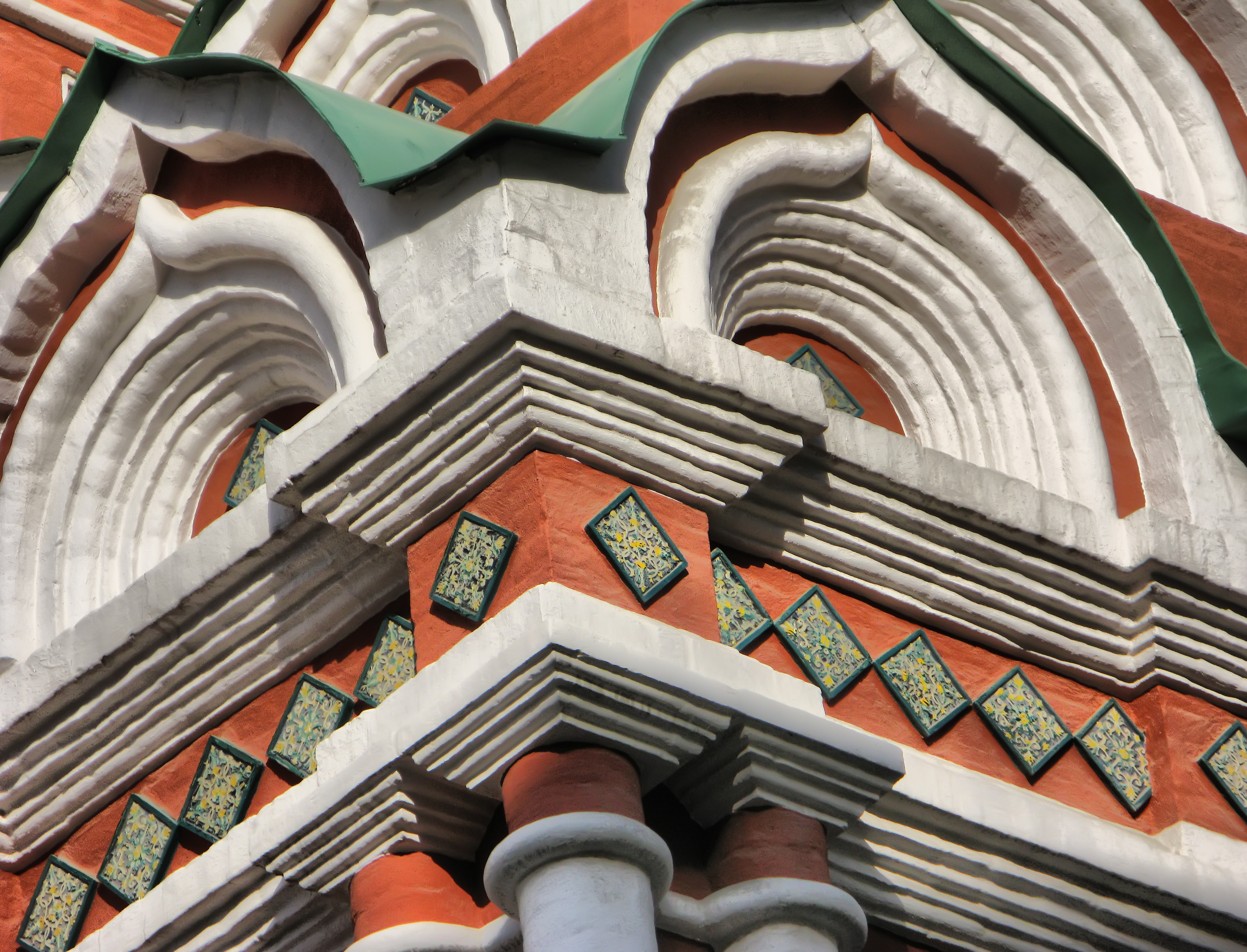
Détail de la façade

## Architecture et décoration

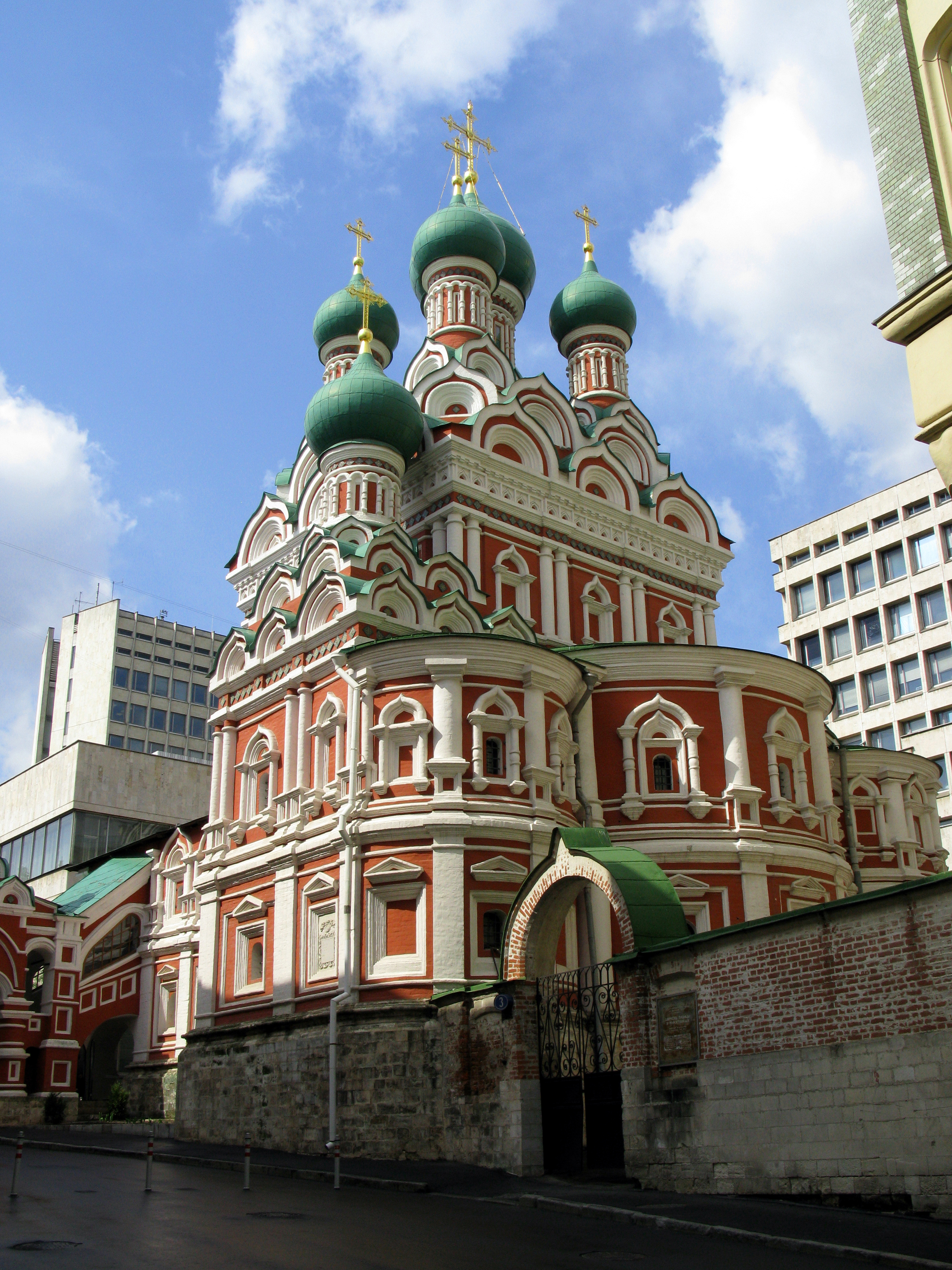
Vue du sud-est de l'église de la Trinité.

Bien que la commande de cette église soit le fait d'un marchand de Iaroslavl, la conception architecturale ne ressemble pas à celle des immenses édifices de l'école architecturale de Iaroslavl. Sur un haut podklet, ou les marchands plaçaient leurs réserves, sont posés les murs en carré recouverts d'une voûte. Celui-ci est couronné par cinq dômes purement décoratifs dont seul celui situé au centre est ouvert par de petites fenêtres laissant passer la lumière. Ces dômes reposent sur deux niveaux de kokochniks, un troisième niveau s’appuie sur les pieds des tambours. Sur les côtés de l'édifice, sont érigées deux chapelles adjacentes. Devant la nef est placée une terrasse couverte ou galerie à laquelle on accède par un porche somptueux. Ce porche, de même que le haut clocher, sont surmontés d'un chatior. Tous ces éléments, chapelles, clocher, porche, sont couverts de kokochnikis formant un décor compliqué mais assurant en même temps l'unité d'un tout et liant chaque élément à son voisin avec une maîtrise extraordinaire. Selon la critique d'art Véra Traimond, la liberté de composition de cette église la rattache à celle de son époque et l'inscrit aussi dans l'héritage du XVIe siècle et XVIIe siècle tel qu'on le trouve, par exemple, dans la cathédrale Notre-Dame-de-Kazan de Moscou
Les murs sont richement décorés de pierre sculptée blanche. Plusieurs types de cordons sont utilisés qui entourent les différents volumes. Les carreaux de faïence sont abondamment utilisés à l'intérieur de cartouches comme motifs ornementaux. Des analogies avec le Palais des Térems peuvent être trouvées qui rendent vraisemblables les hypothèses suivant lesquelles un même artel aurait travaillé à ces deux édifices.

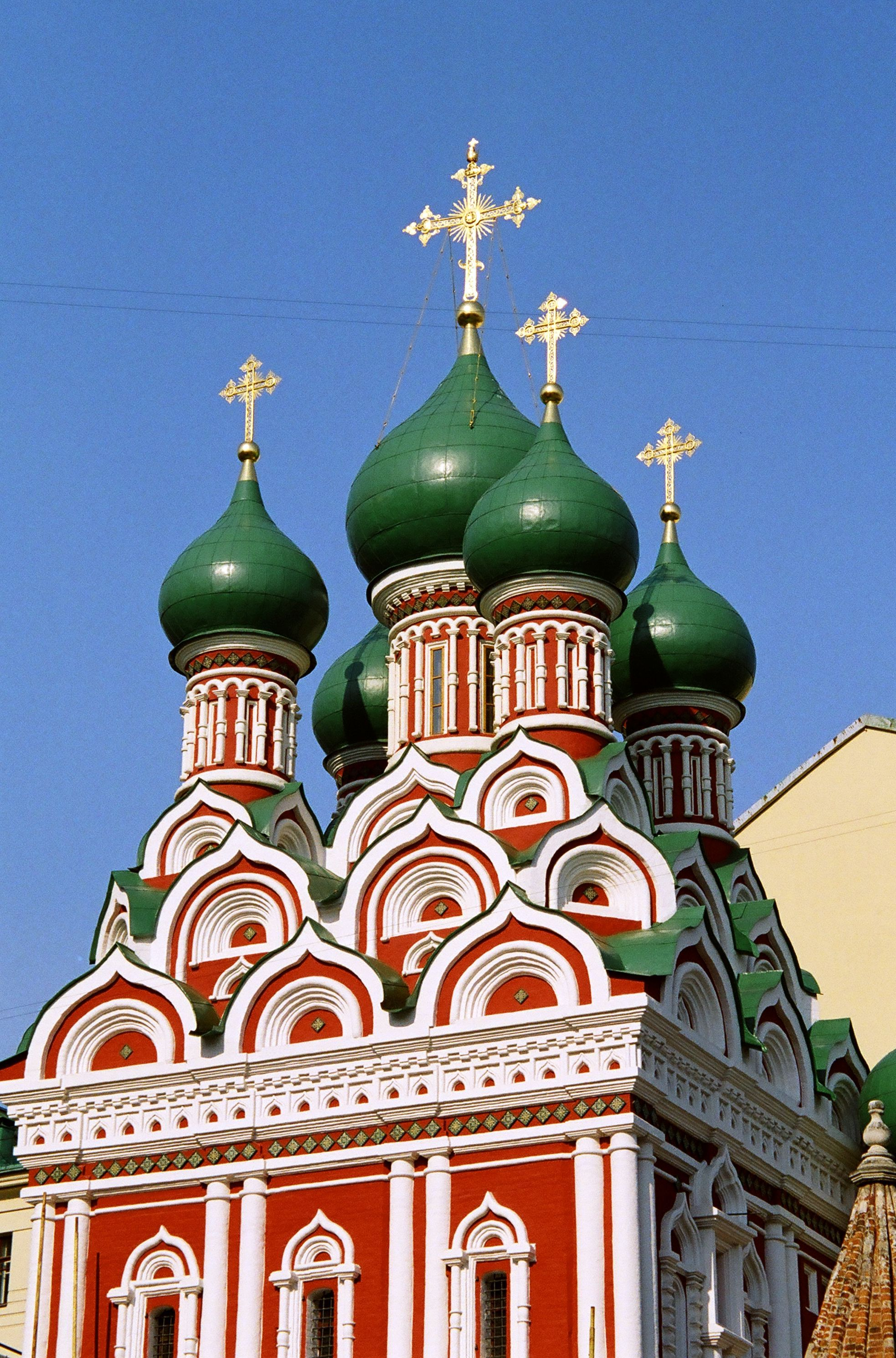
Tambours de l'église de la Trinité de Nikitniki

Ce décor quelque peu extravagant servira d'inspirations aux architectes de la Russie centrale durant la seconde moitié du XVIIe siècle.
Sa composition et son origine sont multiples : les corniches et les entablements rappellent, par exemple, le Monastère Donskoï. Aux motifs hérités de siècle précédent, se mêlent des éléments importés d'Europe du Nord. Des motifs sculptés, sans doute inspirés de l'art occidental, tapissent les chambranles de les portails en pierre blanche de motifs végétaux, d'oiseaux. Les fines demi-colonnes séparant les façades créent un jeu d'ombre et de lumière qui annonce le baroque. La polychromie des murs rouges et blancs, des chambranles, des portails, des carreaux de faïence verts crée un riche effet esthétique.
La richesse des décors croit d'un étage à l'autre. Ainsi les chambranles des fenêtres, plus simples à l'étage inférieur, sont plus complexes à l'étage présentant des profils multiples et des balustres surmontés de kokochniks.

## Intérieur
Le porche qui mène à l'intérieur sera souvent imité en Russie. Il séduit par ses piliers profilés, ses arcs jumeaux, son toit pyramidal, ses kokochniks.
Cet intérieur s'inspire de l'architecture civile et chaque espace est bien séparé de l'espace voisin. La lumière pénètre par les petites ouvertures de la coupole centrale, les autres coupoles étant aveugles. La décoration, faite de sculpture en bois sur l'iconostase, des fresques et des icônes est en conformité avec la richesse de la décoration extérieure de l'édifice.
L'église a conservé des peintures aux nombreux motifs, inspirés sans doute des gravures de la Bible de Pieter van der Borcht. L'icône La descente du Saint-Esprit sur les apôtres est l'une des rares que l'on peut attribuer avec précision à Joseph Vladimirov (en), l'un des peintres les plus réputés de la première construction au XVIe siècle du palais des armures au Kremlin.
Simon Ouchakov est un autre peintre moscovite réputé qui a réalise pour l'église l'arbre généalogique des tsars de Moscou. Certaines icônes de l'iconostase de la nef et de la chapelle sud sont également du pinceau de cet iconographe.

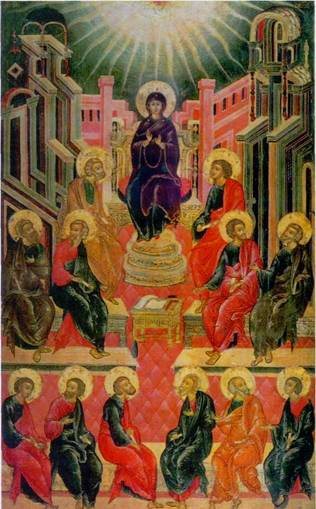
Joseph Vladimirov, descente de l'Esprit-Saint sur les apôtres-1666
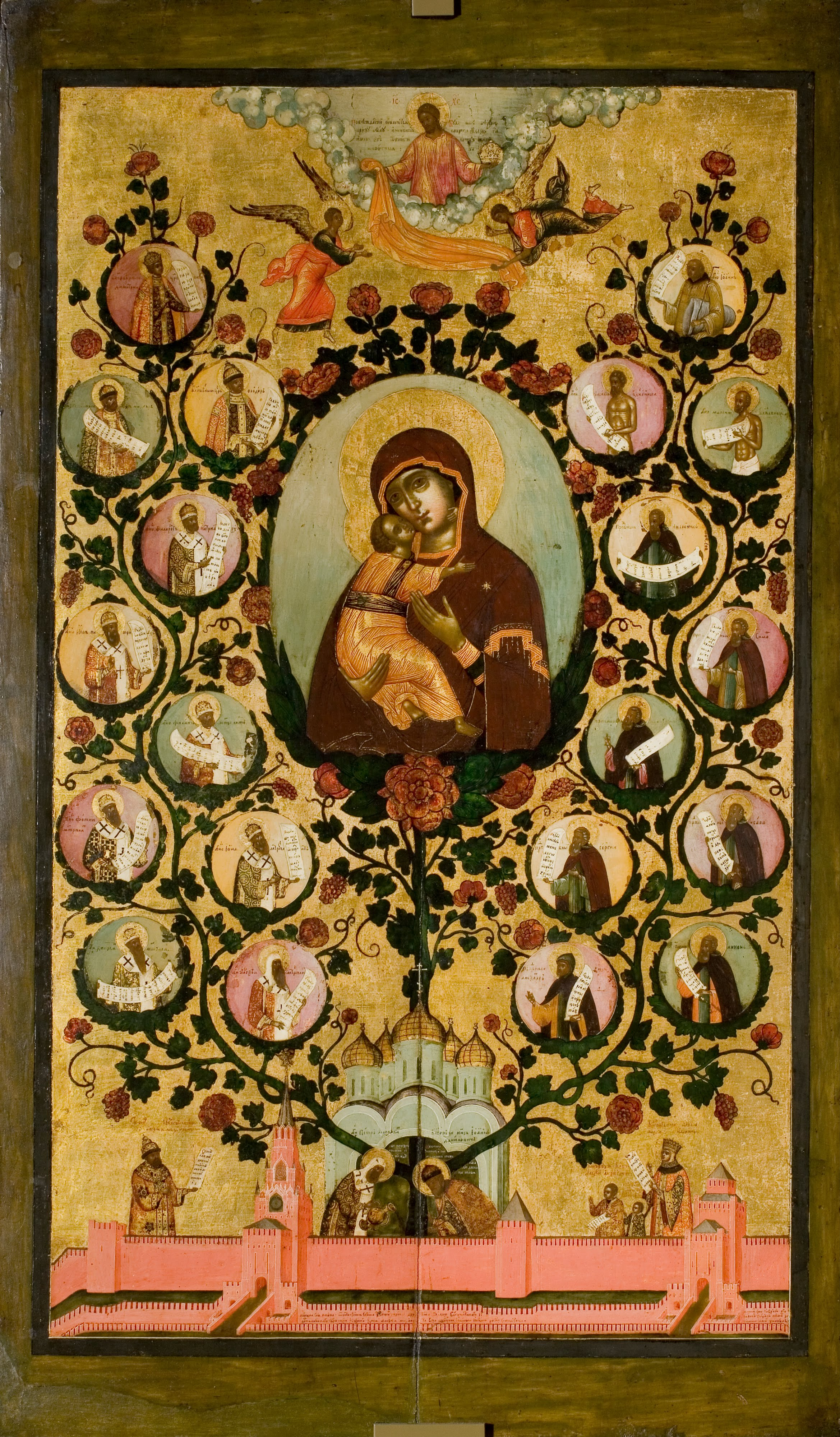
Simon Ouchakov, arbre généalogique des tsars de Moscou-1668

Dans l'église au sous-sol est conservé un bénitier pesant 600 kg dont le couvercle pèse à lui seul 80 kg. Il est réalisé en pierre dite rose de Jérusalem. Cette pierre est extraite dans les carrières de Terre sainte. Il a été réalisé par des maîtres à Jérusalem et offert en cadeau à la paroisse de Moscou. Le Kouvouklion (en grec ancien, Kουβούκλιον signifie petit compartiment, ou tombeau) du Saint-Sépulcre a été réalisé dans le même matériau 

## Appréciation
L'église de Nikitniki regorge de détails décoratifs, qui constituent un dictionnaire de l'architecture de style néo-russe des XIXe siècle et XXe siècle. L'architecture qui suivra à Moscou sera caractérisée par cette décoration sophistiquée, ces arcades aux clés pendantes, ces carreaux de faïence à foison. Pour Pavel Rappoport, « la composition asymétrique pittoresque de l'église, associée à l'extraordinaire richesse de ses éléments décoratifs, ont fait de cet édifice un modèle pour les églises de Moscou de la période suivante ».